# لاندسهاوبتمان

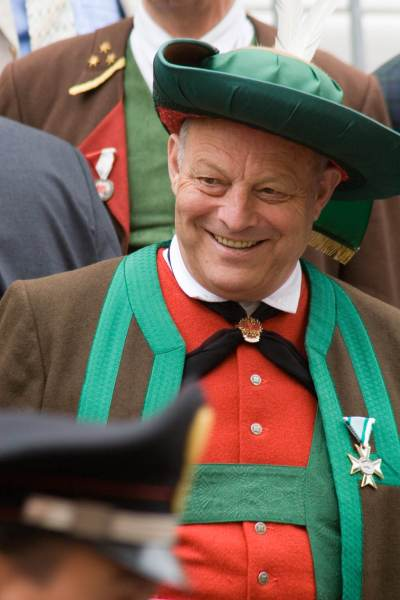
لويس دورنوالدر، Landeshauptmann جنوب تيرول 1989-2014

Landeshauptmann (إذا كان ذكر) أو Landeshauptfrau (إذا كانت أنثى) ( تُلفظ بالألمانية: [ˈlandəsˌhaʊptman] ، "قائد الدولة"، الجمع Landeshauptleute ) هو رئيس حكومة الولاية والمسؤول الأعلى في ولايات النمسا والمقاطعات الإيطالية المتمتعة بالحكم الذاتي في جنوب تيرول وترينتينو. وظيفته أو وظيفتها تعادل وظيفة الوزير أو رئيس الوزراء. حتى عام 1933، استخدم المصطلح في بروسيا كرئيس لحكومة مقاطعة ما،  في الولايات الحديثة بألمانيا، النظير إلى Landeshauptmann هو وزير الوزير (رئيس الوزراء).

## النمسا

### قائمة المحافظين
|  | صورة | اسم               | دولة النمسا                                                 | تولى منصبه     | الانتماء السياسي الفيدرالي           | الانتماء السياسي للدولة             |
|  | ---- | ----------------- | ----------------------------------------------------------- | -------------- | ------------------------------------ | ----------------------------------- |
|  |      | مايكل لودفيج      | فيينا أنظر أيضا: List of mayors of Vienna                   | 24 مايو 2018   | الحزب الديمقراطي الاجتماعي النمساوي  | الحزب الديمقراطي الاجتماعي النمساوي |
|  |      | جوانا ميكل لايتنر | النمسا السفلى أنظر أيضا: List of governors of Lower Austria | 2017 19 أبريل  | حزب الشعب النمساوي                   | حزب الشعب في النمسا السفلى          |
|  |      | ويلفريد هاسلاور   | سالزبورغ أنظر أيضا: List of governors of Salzburg (state)   | 2013 19 يونيو  | حزب الشعب النمساوي                   | حزب شعب سالزبورغ                    |
|  |      | غونتر بلاتر       | تيرول أنظر أيضا: List of governors of Tyrol                 | 2008 1 يوليو   | حزب الشعب النمساوي                   | حزب الشعب التيرولي                  |
|  |      | هانز بيتر دوسكويل | بورغنلاند أنظر أيضا: List of governors of Burgenland        | 2019 28 فبراير | الحزب الاشتراكي الديمقراطي في النمسا | SPÖ بورغنلاند                       |
|  |      | توماس ستيلزر      | النمسا العليا أنظر أيضا: List of governors of Upper Austria | 2017 6 أبريل   | حزب الشعب النمساوي                   | حزب الشعب النمساوي العلوي           |
|  |      | بيتر كايزر        | كارينثيا أنظر أيضا: List of governors of Carinthia          | 2013 28 مارس   | الحزب الاشتراكي الديمقراطي في النمسا | SPÖ Kärnten                         |
|  |      | ماركوس فالنر      | فورارلبرغ أنظر أيضا: List of governors of Vorarlberg        | 2011 7 ديسمبر  | حزب الشعب النمساوي                   | حزب الشعب فورارلبرغ                 |
|  |      | هيرمان شوتزينهوفر | ستيريا أنظر أيضا: List of governors of Styria               | 2015 16 يونيو  | حزب الشعب النمساوي                   | حزب الشعب الستيري                   |